# Ariful Islam
Mohammed Ariful Islam (tiếng Bengal: মোহাম্মদ আরিফুল ইসলাম; sinh ngày 20 tháng 12 năm 1987) là một cầu thủ bóng đá người Bangladesh thi đấu ở vị trí hậu vệ cho Mohammedan SC và Đội tuyển bóng đá quốc gia Bangladesh.